# (467053) 2016 DO6
(467053) 2016 DO6 es un asteroide perteneciente al cinturón de asteroides, descubierto el 10 de febrero de 1999 por el equipo Spacewatch desde el Observatorio Nacional de Kitt Peak (Arizona, Estados Unidos).